# Philippe DeBarge
Albums de The Pretty Things
Balboa Island
(2007)
Philippe DeBarge est un album des Pretty Things enregistré en 1969 et sorti en 2009.
Après la sortie de S.F. Sorrow, Phil May et Wally Waller sont contactés par un riche Français, Philippe DeBarge, qui souhaite qu'ils lui écrivent quelques chansons sur lesquelles il pourrait chanter. Après une première rencontre à Saint-Tropez, l'album est enregistré à Londres, dans les studios Nova. Grâce à l'argent de DeBarge, les Pretty Things ont accès à un matériel de qualité, notamment un magnétophone 8 pistes.
Les douze titres issus de cet enregistrement ne sont pas publiés par DeBarge. Cependant, deux acétates circulent, qui servent de base à la remasterisation de 2009, réalisée par May et Waller eux-mêmes. Ils y ajoutent un treizième titre, Monsieur Rock (Ballad of Philippe), en hommage à DeBarge, décédé entre-temps.
Les titres Alexander, Eagle's Son et It'll Never Be Me étaient déjà connus, ayant été enregistrés à la fin des années 1960 par « Electric Banana », pseudonyme sous lequel les Pretty Things enregistrent des musiques de film pour De Wolfe Music (en). Ces trois chansons apparaissent notamment dans le film de Menahem Golan What's Good for the Goose (en) (1969).

## Titres
1. Hello, How Do You Do – 4:02
2. You Might Even Say – 3:58
3. Alexander – 2:54
4. Send You With Loving – 2:59
5. You're Running You and Me – 4:35
6. Peace – 1:44
7. Eagle's Son – 3:06
8. Graves of Grey – 0:47
9. New Day – 4:06
10. It'll Never Be Me – 4:32
11. I'm Checking Out – 3:40
12. All Gone Now – 2:14
13. Monsieur Rock (Ballad of Philippe) – 5:33